# Большая Мотка
Большая Мотка — губа-залив между полуостровами Средний и Рыбачий, в северо-западной части Мотовского залива, Мурманская область.
Название происходит от саамского «муотьк» — перешеек.

## Описание
Губа открывается в южном направлении, севернее сужается за счет полуостровов Средний и Рыбачий. Длина губы составляет порядка 9,4 км и максимальную ширину 5 км.
Когда-то[когда?] здесь находился волок в губу Большая Волковская Варангер-фьорда, во второй половине XIX века располагалась колония Большая Мотка. Первые находки орудий каменного века в районе находятся на западном берегу залива. 9 октября 1944 года, в районе залива, эсминец «Гремящий» обстреливал опорный пункт «Оберхоф».
С юга на север в губу впадают следующие реки: Ростой, Плотын, Писку и другие. На западе берега высокие и скалистые, достигают 279,6 м высотой (гора Сюит-Вестапахта), севернее, к заливу Озерко, более низкие и пологие, местами создающие песчаные отмели. Берега полуострова Средний и в южной части Рыбачьего представлены лесотундрой, с преобладанием низких деревьев и кустарника.

## Климат
Среднегодовая температура в данном районе составляет около 0/+1,5 °C.